# Prci, prci, prcičky: Spolek Beta
Prci, prci, prcičky: Spolek Beta (orig. American Pie Presents: Beta House) je americká komedie, šestá ze série Prci, prci, prcičky.

## Děj
Ve Spolku Beta se objeví většina hlavních postav z Nahé míle na univerzitě. Erik a Cooze se chtějí stát členy Dwightova bratrstva, a postupně plní mnoho vstupních úkolů. Erik již není s Tracy, která ho opustila kvůli Trentovi, a tak si Erik našel novou přítelkyni Ashley, která si myslí, že bratrstvo není nic než problémy. Erik i Cooze se nakonec stanou členy bratrstva Beta Delta Ksí (ΒΔΞ).
Betu Deltu Ksí vyzve na souboj bratrstvo šprtů Epsilon Sigma Kappa (ΕΣΚ). Dwight chce jejich bratrstvo zničit, protože pošlapávají tradice spolku Beta. Obnoví tak tradici "Řecké olympiády", která byla dříve zrušena. Pokud vyhrají šprti, Beta vyklidí svůj dům a přenechá ho šprtům a naopak. Rozhodčím v olympiádě se stane podle tradice pan Levenstein, kapitán posledního týmu, který olympiádu vyhrál, a bývalý člen Bety. Beta nakonec olympiádu vyhrává a získává dům šprtů.

## Postavy
- Erik Stifler (John White)
- Dwight Stifler (Steve Talley)
- Harry Stifler (Christopher McDonald)
- Mike "Cooze" Coozeman (Jake Siegel)
- Noah Levenstein (Eugene Levy)
- Ashley (Meghan Heffern)
- Peaches (Pilar Cazares)
- Dexter Lee (Joe Eigo)
- Bobby (Nick Nicotera)
- Margie (Christine Barger)
- Wesley (Jonathan Keltz)
- Irene Wrightová (Angela Besharah)
- Edgar Willis (Tyrone Savage)
- Jill (Jaclyn A. Smith)
- Nick Anderson (Robbie Amell)
- Denise (Sarah Power)
- Sharon (Rachel Skarsten)